# Surrender of Divinity
Surrender of Divinity ist eine 1996 gegründete Black-Metal-Band aus Bangkok, Thailand.

## Geschichte
Die 1996 gegründete Band besteht zurzeit aus den Musikern Xulaynus (Schlagzeug) und Whathayakorn (E-Gitarre). Sänger und Bassist Samong „Avaejee“ Traisattha war einer der Gründer der Gruppe und bis zu seinem Tod durchgehend in der Band aktiv.
Nach der Veröffentlichung zweier Demos in den Jahren 1997 und 1998, sowie einer Split-Tape unter dem Namen Christbeheaders mit der philippinischen Band Korihor (erschien über IPN Productions) im Jahr 2000, erschien 2001 das Debütalbum Oriental Hell Rhythmics, das über Psychic Scream Entertainment (Malaysia), Deathrash Armageddon Records (Japan) und Unholy Horde Records (Vereinigte Staaten) vertrieben wurde. In den Folgejahren 2004 bis 2006 erschienen drei weitere Splitveröffentlichungen mit Impiety, Amarok und Sabbat. Über die niederländische Plattenfirma From Beyond Productions veröffentlichte die Gruppe 2006 das Zweitlingswerk Manifest Blasphemy: The Abortion of the Immaculate Conception, welches sogar eine Plattenkritik im deutschen Metal Hammer erhielt. Im Oktober 2006 erschien die Kompilation Goatwrath Incarnation über die beiden Labels Witchhammer Productions und InCoffin Production. Im November 2008 veröffentlichte das Label Deathrash Armageddon Records die Split-CD Deathstrike from the Abyss, bei der die Gruppe mit der Band Bestial Holocaust aus Bolivien zusammenarbeitete. Am 12. November 2013 erschien eine weitere Split-CD unter dem Namen Angelslaying Christbeheading Black Fucking Metal mit Archgoat. Die CD wurde über InCoffin Records und Hells Headbangers Records veröffentlicht. Diese Split-CD ist die bis dato letzte Veröffentlichung der Band.
Avaejee wurde am Abend des 8. Januar 2014 von Prakarn Harnphanbusakorn ermordet, nachdem es zu einem Streit zwischen den beiden Männern gekommen war. Harnphanbusakorn besuchte den Sänger in seinem Haus um ein Bier mit Traisattha zu trinken und T-Shirts zu bedrucken. Traisatthas Frau fand ihren Mann etwas später leblos im Haus. Zwei Tage später gestand Harnphanbusakorn die Tat auf seinem Facebook-Profil. Er begründete seine Tat, dass der Sänger „Schande über den Satan“ gebracht habe:

„Ich beabsichtige, meinem Leben ein Ende zu setzen, seit ich 25 Jahre alt bin. Weil ich irgendwann sterben werde, will ich die, die Satan Schande bereiten, mit mir nach unten ziehen. Ich nehme jedoch Abstand vom Mord an Frauen und Kindern. Aus meiner Sicht habe ich mehr Respekt vor hingebungsvollen Buddhisten, Christen oder Muslimen als vor denen, die sich selbst Satanisten nennen, ohne irgendetwas darüber zu wissen. Wenn ich ihn nicht töte, dann bin ich mir sicher, dass er von jemand anderem später getötet wird.“

## Stil
Surrender of Divinity orientierte sich am nordischen Black Metal; Gunnar Sauermann vom Metal Hammer nannte „[e]in wüstes Ratterschlagzeug, frostiges Gitarren-Tosen, kaum hörbare Bassfrequenzen und ein hasserfülltes Krächzen“ als Grundbestandteile. Die Band komme jedoch „spielerisch leider nicht immer mit ihren Hochgeschwindigkeitsattacken mit“: Ihre Stücke würden „ziemlich monoton aus den Lautsprechern“ „rasseln“, und „[w]ütes Brettern und schrilles Geifern“ werde nur selten durch weitere Elemente wie Growls oder langsame Passagen aufgelockert. Die Band ahme „nur einen Stil nach, ohne selbst Impulse zu setzen“, und ihr fehle noch die nötige Reife.

## Diskografie

### Demos
- 1997: Promo ’97
- 1998: Demo ’98

### Split-CDs
- 2000: Christbeheaders (Split mit Korihor, IPN Productions)
- 2004: Two Majesties: An Arrogant Alliance of Satan’s Extreme Elite (Split mit Impiety, Unholy Horde Records)
- 2006: Unholy Black War (Split mit Amarok, God Is Dead)
- 2006: Sabbatical Siamese Christ Beheading (Split mit Sabbat, Witchhammer Production)
- 2008: Deathstrike from the Abyss (Split mit Bestial Holocaust, Deathrash Armageddon Records)
- 2013: Angelslaying Christbeheading Black Fucking Metal (Split mit Archgoat, InCoffin Production, Hells Headbangers Records)

### Alben
- 2001: Oriental Hell Rhythmics (Psychic Scream Entertainment, Deathrash Armageddon Records, Unholy Horde Records)
- 2006: Manifest Blasphemy: The Abortion of the Immaculate Conception (From Beyond Productions)

### Kompilationen
- 2006: Goatwrath Incarnation (InCoffin Productions, Witchhammer Production)